# (1049) Gotho
(1049) Gotho es un asteroide que forma parte del cinturón de asteroides y fue descubierto el 14 de septiembre de 1925 por Karl Wilhelm Reinmuth desde el observatorio de Heidelberg-Königstuhl, Alemania.

## Designación y nombre
Gotho se designó inicialmente como 1925 RB.
Se desconoce la razón del nombre.

## Características orbitales
Gotho está situado a una distancia media del Sol de 3,098 ua, pudiendo acercarse hasta 2,684 ua y alejarse hasta 3,513 ua. Su excentricidad es 0,1337 y la inclinación orbital 15,1°. Emplea en completar una órbita alrededor del Sol 1992 días.